# Borussia Neunkirchen
Borussia VfB e. V. Neunkirchen/Saar é uma agremiação esportiva alemã, fundada a 24 de julho de 1905, sediada em Neunkirchen, na Saarland. De 1912 a 1963 o time jogou de forma ininterrupta a máxima divisão do futebol da Alemanha.

## História
O clube nasceu, em 1907, da fusão entre FC 1905 Borussia e SC Neunkirchen. Durante o Regime Nazista, militou na Gauliga Südwest, uma das dezesseis máximas divisões criadas pelo Terceiro Reich. Antes de adentrar nessa divisão, até 1951, militava na máxima divisão do estado da Saarland.
Conforme todas as associações, inclusive as esportivas, ao final da guerra, o time foi dissolvido pelas autoridades aliadas. Após pouco tempo, foi recriado com a mesma denominação. Atuou na Saarland ocupada pelos franceses, os quais fizeram numerosos esforços para integrá-la à nação ou ficar completamente independente da Alemanha. O 1. FC Saarbrücken, ao contrário das outras sociedades da Saarland, foi convidado a atuar na segunda divisão francesa. Durante essa breve experiência, o Borussia Neunkirchen jogou de 1949 a 1951 na Ehrenliga e venceu o campeonato em 1949, terminando em segundo no ano sucessivo. Após a temporada 1950-1951, o time conseguiu se agregar à DFB, a Federação de Futebol Alemã.
Apesar da constante militança na máxima série, não foi uma das dezesseis equipes selecionados que tiveram oportunidade de disputar a primeira edição da Bundesliga, em 1963. Embora o Borussia, o Pirmasens e o Wormatia Worms houvessem tido nos anos anteriores melhores apresentações do que o Saarbrücken, este último foi o convidado a participar do novo certame da máxima divisão, já que a equipe tinha relações muito próximas e cordiais com Hermann Neuberger, naquele tempo figura muito importante do futebol alemão e membro da comissão selecionadora.
Depois de um ano passado na Regionalliga Südwest (II), o Borussia, em 1964, foi promovido à Bundesliga. Mas após ter terminado em décimo na temporada 1964-1965, ficou em décimo-sétimo na temporada seguinte, sendo rebaixado de volta à segunda divisão.
A equipe participou por outras sete temporadas na Regionalliga antes de cair à Amateurliga (III). Entre os anos 1970 e 1980, militou entre essas duas divisões antes de permanecer por cerca de quinze anos na terceira divisão. Em 1996, sofreu novo descenso. Dessa vez para a Oberliga Südwest (IV), série na qual ainda milita. A equipe venceu a própria chave, em 2005, mas foi obrigada a declinar da promoção por conta de problemas financeiros que afligiram seriamente o time em 2003.

## Títulos
- Southern German Cup Vencedor: 1921;
- Oberliga Südwest (I) Campeão: 1962;
- Oberliga Südwest (I) Vice-campeão: 1959, 1960, 1961, 1963;
- Bezirksliga Rheinhessen-Saar (I) Campeão: 1924;
- Bezirksliga Rhein-Saar (Saar division) (I) Campeão: 1929;
- Kreisliga Saar (I) Campeão: 1921, 1922, 1923;
- Regionalliga Südwest (II) Campeão: 1964, 1967, 1971, 1972, 1974;
- Oberliga Südwest (III) Campeão: 1980, 1991;
- Oberliga Südwest (IV) Campeão: 2000, 2002, 2005;
- Amateurliga Saarland (III) Campeão: 1976, 1977, 1978;
- Ehrenliga Campeão: 1949;
- Ehrenliga Finalista: 1950;
- Saarland Cup Campeão: 1978, 1985, 1986, 1990, 1992, 1996, 2003;

## Cronologia recente
| Temporada | Divisão                | Posição |
| 1999–2000 | Oberliga Südwest (IV)  | 1º      |
| 2000–01   | Oberliga Südwest       | 3º      |
| 2001–02   | Oberliga Südwest       | 1º ↑    |
| 2002–03   | Regionalliga Süd (III) | 19º ↓   |
| 2003–04   | Oberliga Südwest (IV)  | 10º     |
| 2004–05   | Oberliga Südwest       | 1º      |
| 2005–06   | Oberliga Südwest       | 9º      |
| 2006–07   | Oberliga Südwest       | 10º     |
| 2007–08   | Oberliga Südwest       | 6º      |
| 2008–09   | Oberliga Südwest (V)   | 4º      |
| 2009–10   | Oberliga Südwest       | 12º     |
| 2010–11   | Oberliga Südwest       | 7º      |
| 2011–12   | Oberliga Südwest       | 7º      |